# 7737 Sirrah
7737 Sirrah (1981 VU) là một tiểu hành tinh vành đai chính được phát hiện ngày 5 tháng 11 năm 1981 bởi E. Bowell ở trạm Anderson Mesa thuộc Đài thiên văn Lowell.